# Fimbristylis furva
Fimbristylis furva är en halvgräsart som beskrevs av Robert Brown. Fimbristylis furva ingår i släktet Fimbristylis och familjen halvgräs. Inga underarter finns listade i Catalogue of Life.